# Ministère de l'Industrie et du Commerce (Yémen)
Pour les autres articles nationaux ou selon les autres juridictions, voir Ministère de l'Industrie.
Le ministère de l'Industrie et du Commerce (arabe : وزارة الصناعة والتجارة) est le département ministériel du gouvernement yéménite chargé de veiller au bon fonctionnement de l'industrie et du commerce du pays.

## Liste des ministres
| Début            | Fin      | Ministre              | Gouvernement                          | |
| ---------------- | -------- | --------------------- | ------------------------------------- | --- |
| 17 décembre 2020 | En poste | Mohamed al-Ashwal     | Gouvernement Maïn Abdelmalek Saïd (2) | |
| 2014             | 2020     | Mohamed Saeed al-Sadi |                                       | Gouvernement Khaled Bahah (1) Gouvernement Khaled Bahah (2) Gouvernement Ahmed ben Dagher Gouvernement Maïn Abdelmalek Saïd (1) |

## Annexe